# Hrabstwo Coffee (Tennessee)
Hrabstwo Coffee (ang. Coffee County) – hrabstwo w stanie Tennessee w Stanach Zjednoczonych. Obszar całkowity hrabstwa obejmuje powierzchnię 434,46 mil² (1125,25 km²). Według szacunków United States Census Bureau w roku 2009 miało 52 521 mieszkańców.
Hrabstwo powstało w 1836 roku. 

## Miasta
- Manchester
- Tullahoma[4]

## CDP
- Hillsboro
- Lakewood Park
- New Union[4]